# 달인 (영화)
《달인》은 2016년에 제작한 대한민국의 영화이다.

## 캐스팅
- 김도윤 - 강두호 역
- 김준용

## 같이 보기
- 2016년 대한민국의 영화 목록

## 수상
- 2016년 제21회 부산국제영화제 후보 와이드 앵글
- 2016년 제3회 사람사는세상영화제 후보 포커스 한국단편
- 2016년 채널A 착한콘텐츠 우수상
- 2016년 skylife 영상 스토리텔링 페스티벌 우수상
- 2016년 고시촌 영화제 우수상
- 2021년 KBS 독립영화관 방영